# 0766
0766 è il prefisso telefonico del distretto di Civitavecchia, appartenente al compartimento di Roma.
Il distretto comprende la parte nord-occidentale della provincia di Roma ed alcuni comuni della provincia di Viterbo. Confina con i distretti di Grosseto (0564) a nord-ovest, di Viterbo (0761) a nord-est e di Roma (06) a sud-est.

## Aree locali e comuni
Il distretto di Civitavecchia comprende 7 comuni inclusi nelle 2 aree locali di Civitavecchia e Tarquinia (ex settori di Tarquinia e Tolfa). I comuni compresi nel distretto sono: Allumiere, Civitavecchia, Montalto di Castro (VT), Monte Romano (VT), Santa Marinella, Tarquinia (VT) e Tolfa .